# زانکت گوتهارد ایم مولکرایس
زانکت گوتهارد ایم مولکرایس (به آلمانی: Sankt Gotthard im Mühlkreis) یک منطقهٔ مسکونی در اتریش است که در ناحیه اورفار اومگبونگ واقع شده‌است. زانکت گوتهارد ایم مولکرایس ۱۲ کیلومتر مربع مساحت دارد ۴۷۳ متر بالاتر از سطح دریا واقع شده‌است.